# Kurt Landauer Stiftung
Die Kurt Landauer Stiftung e.V. ist ein gemeinnütziger Verein mit Sitz in München, der am 20. Dezember 2017 gegründet wurde. Ziel des Vereins ist es, an das Leben und Wirken des ehemaligen Präsidenten des FC Bayern München, Kurt Landauer, sowie an weitere Persönlichkeiten und Ereignisse aus der Vereinsgeschichte des FC Bayern München zu erinnern. Im Mittelpunkt stehen dabei insbesondere die von Landauer vertretenen Werte wie Toleranz, Weltoffenheit und Gerechtigkeit. Der Vereinssitz befindet sich in München.

## Geschichte
Der Verein wurde Ende 2017 von engagierten Anhängern des FC Bayern München ins Leben gerufen, um das Andenken an Kurt Landauer dauerhaft zu bewahren und öffentlichkeitswirksam zu fördern. Anlass für die Gründung war unter anderem der Wunsch, das Wirken Landauers und die Geschichte des Vereins unter der NS-Herrschaft stärker im öffentlichen Bewusstsein zu verankern.
Schon im Gründungsjahr initiierte der Verein erste Erinnerungsprojekte und Veranstaltungen, darunter die Konzeption eines Gedenkbuchs für verfolgte Vereinsmitglieder der FC Bayern München.

## Ziele und Aufgaben
Zweck des Vereins ist die Förderung der Bildung, insbesondere durch die Vermittlung historischer Kenntnisse im Kontext des Fußballs, sowie die Förderung des Gedenkens an Opfer nationalsozialistischer Verfolgung. Dabei stehen vor allem Kurt Landauer und seine Lebensgeschichte im Mittelpunkt, aber auch weitere Persönlichkeiten, die mit der Geschichte des FC Bayern verbunden sind.

## Projekte und Aktivitäten
Ein zentraler Bestandteil der Arbeit der Kurt Landauer Stiftung sind langfristig angelegte Erinnerungsprojekte. Diese widmen sich historischen Persönlichkeiten und Orten mit Bezug zur Geschichte des FC Bayern München.

### Gedenkbuch
Im Gedenkbuch dokumentiert der Verein Lebenswege von Vereinsmitgliedern des FC Bayern München, die in der NS-Zeit aufgrund ihrer Herkunft verfolgt wurden. Viele von ihnen mussten den Verein Bayern München verlassen, ins Exil fliehen oder verloren unter der Terrorherrschaft der Nationalsozialisten ihr Leben. Ziel des Projekts ist es, diesen Personen ein Gesicht und eine Geschichte zurückzugeben.

### Grabpflege
Die Kurt Landauer Stiftung übernimmt die Grabpflege von Personen, die eine bedeutende Rolle in der Geschichte des FC Bayern München gespielt haben. Damit soll ihr Andenken auch über den Tod hinaus bewahrt werden. Die Pflege umfasst unter anderem die Gräber von Kurt Landauer und Maria Meissner.

## Berichterstattung und öffentliche Resonanz
Die Arbeit der Kurt Landauer Stiftung stieß auf mediales Interesse. Kurz nach der Vereinsgründung beleuchtete die Tageszeitung taz in einem ausführlichen Artikel die Zielsetzung der Stiftung und ihr Engagement zur Erinnerung an Kurt Landauer sowie zur Aufarbeitung der Vereinsgeschichte des FC Bayern München im Nationalsozialismus. Ein Jahr später griff Die Zeit das Thema erneut auf und veröffentlichte ein Interview mit einem Vorstandsmitglied, das die Motivation der Beteiligten sowie den historischen und gesellschaftlichen Kontext der Stiftungsidee verdeutlichte.
Im Jahr 2024 wurde der Verein im Rahmen einer Fanaktion der „Kaiser-Kollektion“ des FC Bayern München erneut öffentlich sichtbar. Der Verkaufserlös dieser Aktion kam dem von der Kurt Landauer Stiftung mit initiierten Denkmal für Franz Beckenbauer zugute.
Der Verein wurde aber auch sonst überregional erwähnt. So berichtete Sky Sport über die maßgebliche Beteiligung der Kurt Landauer Stiftung an der Wiederentdeckung und historischen Kontextualisierung des ersten Vereinswappens des FC Bayern München. Weitere mediale Aufmerksamkeit erhielt das Denkmalprojekt an der Leopoldstraße, das realisiert wurde und eine erinnerungskulturelle Aufwertung dieses historisch bedeutsamen Ortes anstrebt.

## Namensgeber Kurt Landauer
Der Verein trägt den Namen von Kurt Landauer (1884–1961), der insgesamt 19 Jahre lang Präsident des FC Bayern München war. Kurt Landauer wurde aufgrund seiner jüdischen Herkunft nach der Machtübernahme der Nationalsozialisten aus dem Amt gedrängt und später ins Exil gezwungen. Nach dem Zweiten Weltkrieg kehrte er zurück und baute den Verein mit neuem Engagement wieder auf. Er gilt bis heute als eine der prägendsten Persönlichkeiten in der Geschichte des FC Bayern.